# Cicadula ornata
Cicadula ornata är en insektsart som först beskrevs av Melichar 1900.  Cicadula ornata ingår i släktet Cicadula, och familjen dvärgstritar. Arten är reproducerande i Sverige.